# Тай Бак
Тай Бак (Северозападен) (на виетнамски: Tây Bắc) е един от съставните региони на Виетнам. Регионът се състои се от четири вътрешни провинции. Тай Бак граничи на север с Китай, на юг с регион Бак Чунг Бо, на запад с Лаос и на изток с регионите Донг Банг Сонг Хонг и Донг Бак.
На територия от 37 533.4 km² живеят едва 2 606 900 души със средна гъстота на населението от 69,4 души/km², което прави Тай Бак най-слабозаселеният регион на Виетнам.
| Провинция | На виетнамски | Столица      | Население | Площ         |
| --------- | ------------- | ------------ | --------- | ------------ |
| Диен Биен | Điện Biên     | Диен Биен Фу | 459 100   | 9562.5 km²   |
| Хоа Бин   | Hoà Bình      | Хоа Бин      | 820 400   | 4684.2 km²   |
| Лай Тяу   | Lai Châu      | Лай Тяу      | 319 900   | 9112.3 km²   |
| Сон Ла    | Sơn La        | Сон Ла       | 1 007 500 | 14 174.4 km² |